# Portugál restaurációs háború
A portugál restaurációs háború (portugálul Guerra da Restauração, spanyolul Guerra de Restauración portuguesa) Portugália és Spanyolország közötti fegyveres konfliktus volt 1640 és 1668 között. A háború véget vetett a két ország között hatvan éve tartó perszonáluniónak. Az 1668-as lisszaboni békében a spanyolok elismerték Portugália függetlenségét és a Bragança-dinasztia uralmának legitimitását.

## Előzmények

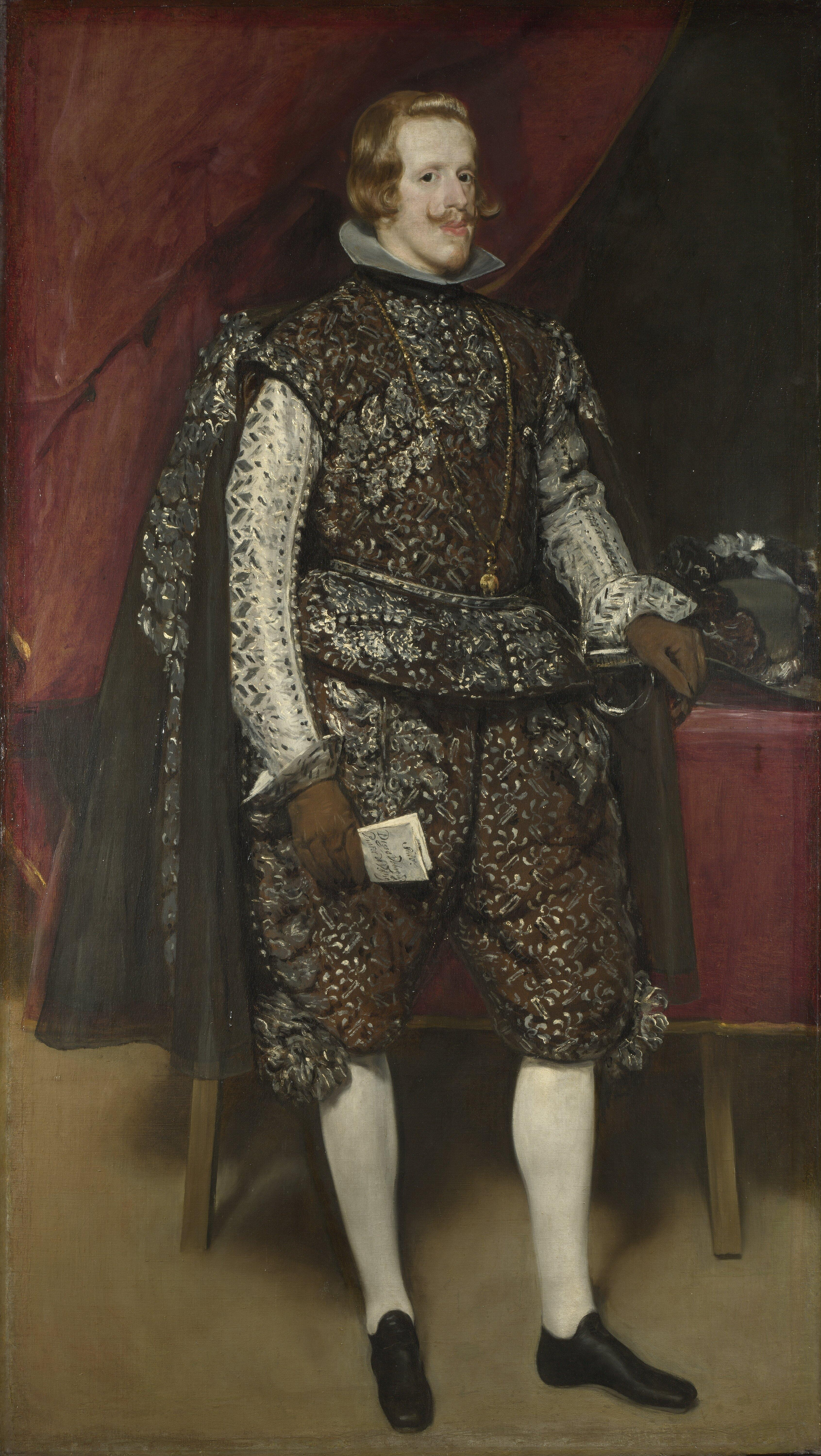
IV. Fülöp spanyol király

1578-ban a fiatal I. Sebestyén portugál király elesett marokkói hadjárata során, anélkül, hogy örököst hagyott volna maga után. A trónt nagyapjának öccse, az idős Henrik bíboros foglalta el, de két évvel később ő is elhunyt és kihalt az Aviz-ház. A portugál koronát a Habsburg-dinasztiából származó II. Fülöp spanyol király (I. Fülöp Portugáliában) ragadta magához, aki anyai ágon maga is rokonságban állt az Avizokkal. Portugália és Spanyolország a következő hatvan évben az Ibériai Unióban egyesült.
Portugália jelentékeny autonómiával rendelkezett és nemessége előjogokkal bírt Madridban. IV. Fülöp (III. Fülöp Portugáliában) idején azonban helyzete megváltozott. Megemeltek a portugál kereskedők adóit, a portugál nemesség jogait megnyirbálták a cortesben és a kormányzati pozíciókat spanyolokkal töltötték be. Fülöp végső célja az volt hogy spanyol tartománnyá változtassa az országot.
Ezt megakadályozandó, Antão Vaz de Almada, Miguel de Almeida és João Pinto Ribeiro összeesküvést szervezett a király megbuktatására. Társaikkal, összesen negyvenen, 1640. december 1-én betörtek a lisszaboni királyi palotába, meggyilkolták Miguel de Vasconcelos államminisztert és letartóztatták Fülöp másodunokatestvérét, Savoyai Margitot, aki alkirálynőként képviselte Fülöpöt. Jól választották ki a pillanatot: a spanyol hadsereget lekötötte a harmincéves háború és a katalánok is fellázadtak a király ellen. A nép támogatását élvező összeesküvők még aznap felajánlották a koronát Bragança hercegének, aki IV. János néven lett az ország királya.

## Háborús előkészületek

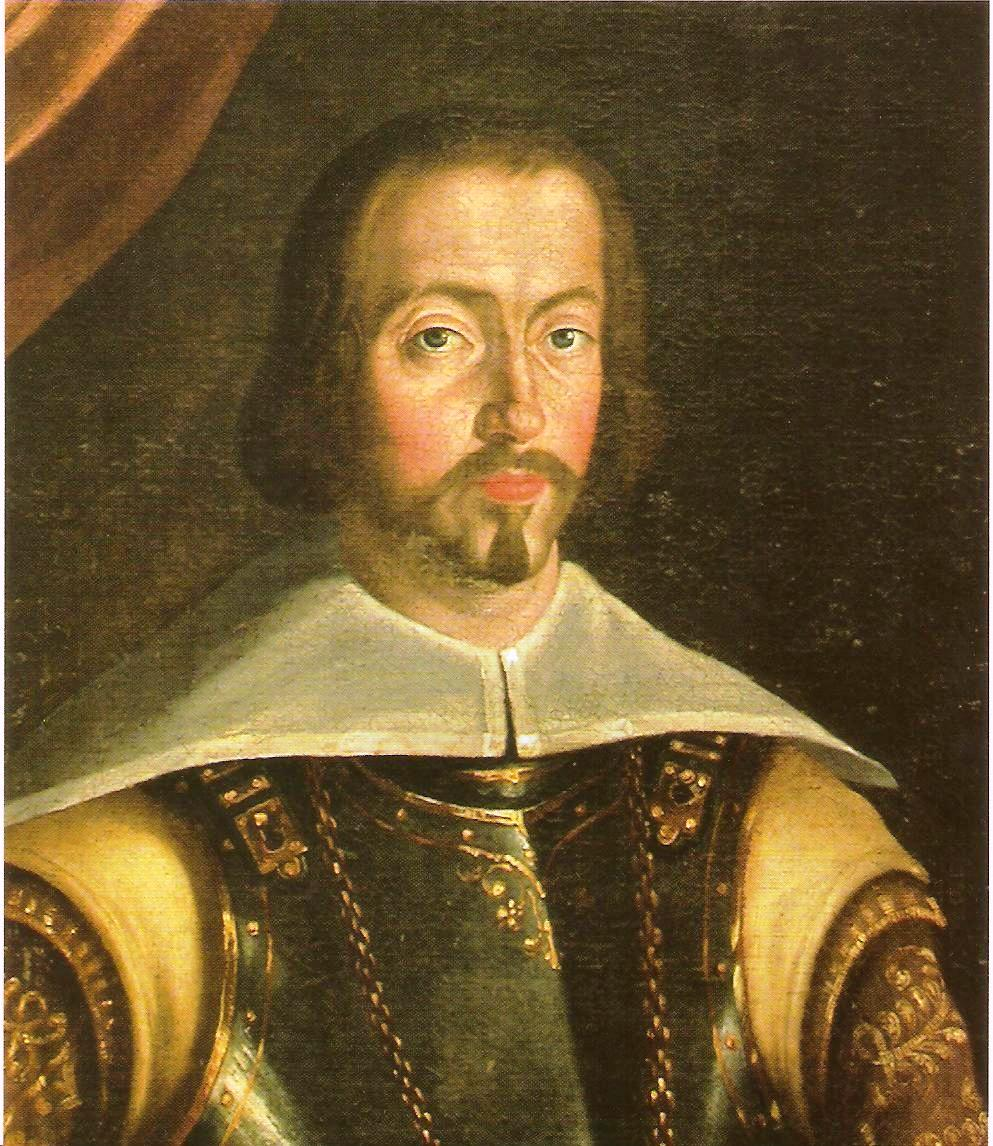
IV. János

János azonnal lépéseket tett helyzete megerősítésére. December 11-ére összehívta a haditanácsot, majd megalakította a „Határvidéki Juntát”, amely a spanyol határ melletti erődök ellátását, Lisszabon védelmét és a kikötők és helyőrségek megerősítését koordinálta. Egy évvel később, 1641 decemberében intézkedett, hogy az erődök karbantartását és fejlesztését a helyi adókból kell fedezni. Átszervezte a hadsereget, bevezetve „Sebestyén király hadi törvényeit”; a nemzetközi színtéren pedig szövetségeseket keresett, elsősorban Angliával kereste a kapcsolatot.

## Nemzetközi viszonylatok

### A francia–spanyol viszony
Franciaország és Spanyolország ekkor hadban állt egymással és három fronton harcoltak: a Pireneusokban húzódó határon, Flandriában és Franche-Comtéban. Ezenfelül a spanyolok bármikor megnyithatták a negyedik frontot Itáliában a francia befolyás alatt álló Savoya ellen (itt XIII. Lajos húga, Krisztina Mária uralkodott régensként kiskorú fia helyett). Bár a harmincéves háborúban csökkent a reputációjuk, a spanyol gyalogságot tartották Európa legjobbjának. Richelieu-nek nagyon is kedvére volt, hogy a portugálok lázadása leköti a spanyol haderő egy részét, ezért azonnal elismerte IV. János uralmát.

### Portugál–francia kapcsolatok
1641. június 1-jén a két ország szövetségi szerződést kötött. A szövetség tizennyolc évig tartott, míg Richelieu utóda, Mazarin bíboros 1659-ben portugál és katalán szövetségeseinek hátat fordítva különbékét nem kötött Madriddal és el nem ismerte IV. Fülöpöt Portugália legitim királyának.
Hét év kellett ahhoz, hogy a portugál-francia viszony annyira megenyhüljön, hogy a kiskorú IV. Alfonz egy francia hercegnőt, Marie Françoise de Nemours-t vegye feleségül.

### A holland–portugál háború

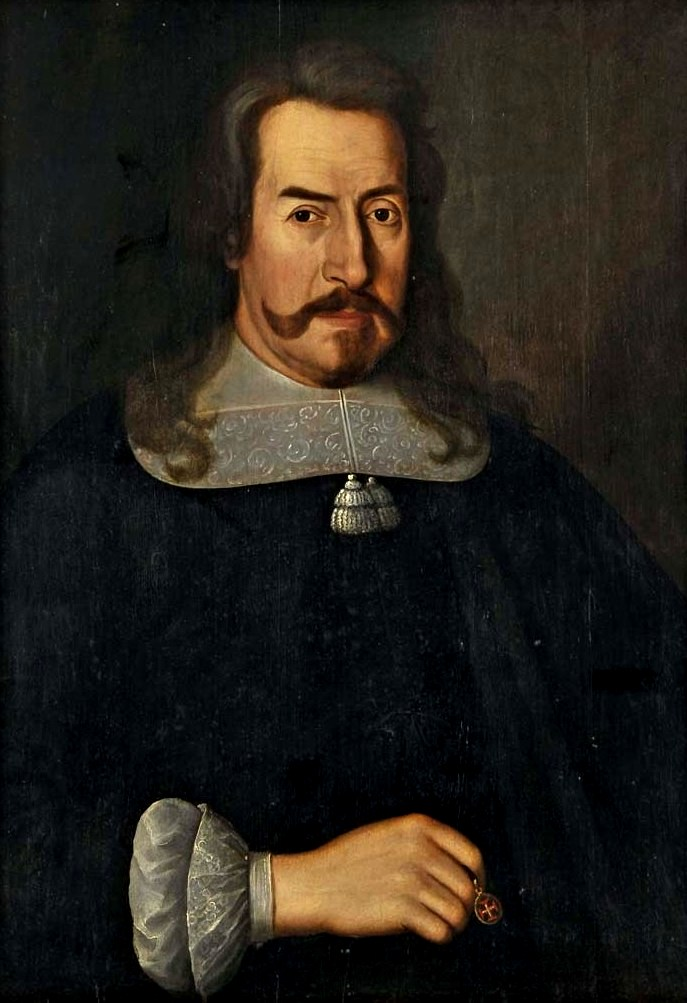
António Luis de Menezes, portugál fővezér

A lisszaboni forradalom pillanatában Portugália már negyven éve hadban állt Hollandiával; a spanyol–holland nyolcvanéves háború (1568–1648) mellékfrontjaként a két ország között 1602-ben kezdődtek az ellenségeskedések. A harcok szinte kizárólag a tengerentúlon zajlottak, a Holland Kelet-indiai és Nyugati-indiai Társaság rendszeresen támadta a dél-amerikai, afrikai, indiai és távol-keleti portugál birtokokat. Portugália védelembe szorult és csak nagyon kevés katonai segítséget kapott Spanyolországtól.
A helyzet nem változott IV. János trónra lépése után sem, amíg ki nem szorították a hollandokat Angolából (1648), São Toméról (1649) és Brazíliából. Ezután békét kötöttek, hogy közös ellenségükre, a spanyolokra koncentrálhassák erőiket. A két ország között – 1580 óta először – megindult a kereskedelem, bár a gyarmatokon a hágai béke megkötése után még két évig előfordultak holland támadások.

### A portugál–angol viszony
Anglia ekkor a saját polgárháborújával volt elfoglalva. A két ország viszonyát nehezítette, hogy Portugália befogadta a győztes Parlament elől menekülő angol royalistákat. Miután a Stuart-dinasztia visszanyerte hatalmát, helyreállt a hagyományos portugál-angol barátság és II. Károly király feleségül vette VI. Alfonz nővérét, Bragança Katalint.

## A háború
A 28 éven át tartó restaurációs háború folyamán csak nagyon kevés tényleges hadjárat folyt és csak öt nagyobb csatára került sor. Különösen a kezdeti időkben a hadműveletek csak a határmenti városok kifosztására és a határvidék feldúlására korlátozódtak. A háború három stádiumra tagolható:
- a kezdeti szakasz (1640–1646) melyben néhány összecsapás után nyilvánvalóvá vált, hogy Portugália visszaterelése a Habsburg-uralom alá nem lesz könnyű feladat
- a második, hosszú, inaktív szakasz (1646–1660) ahol a határvidéki villongásokon kívül nem történt lényegi változás és Spanyolország más frontokra koncentrálta erejét
- a harmadik, befejező szakasz (1660–1668), melyben IV. Fülöp sikertelenül próbált döntést kicsikarni és véget vetni a háborúnak

### A kezdeti szakasz

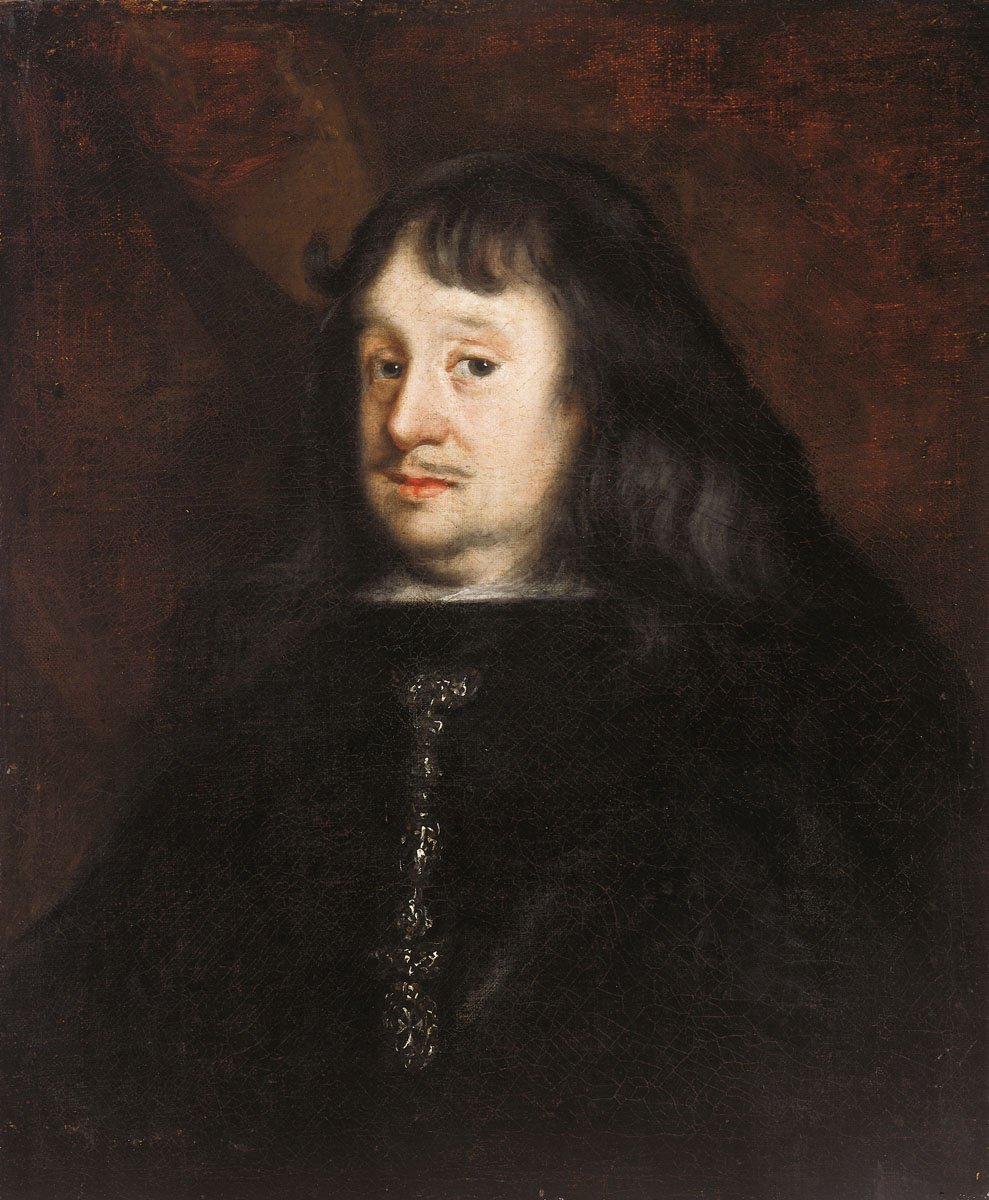
Juan José de Austria

A lisszaboni forradalom után Madrid azonnal hét ezredet küldött a portugál határra, de parancsnokukat, Monterrey grófot jobban érdekelte tábori kényelmének biztosítása, mint a gyors előrenyomulás, így kezdeti előnyüket elvesztegették. A portugálok 1641 végén megpróbáltak visszacsapni, de nem jártak sikerrel, így a felek patthelyzetbe kerültek.
1644. május 26-án a Matias de Albuquerque által vezetett portugálok a montijói csatában megállították a nápolyi Torrecusa márki parancsnokolta, előrenyomuló spanyol expedíciót. Néhány hónappal később, ugyanezen év novemberében Torrecusa Badajoz felől lépte át a határt és ostrom alá vette Elvas városát, de nagy veszteségeket szenvedett és kilenc nap múlva visszavonult.
A nagyobb hadmozdulatok a határ mentén helyi csetepatéknak adták át a helyüket, ahol a harcoló felek sokszor jól ismerték egymást és hosszú ideje egymás közelében éltek. A konfliktus polgárháborús jellege lehetővé tette régi sérelmek megbosszulását és kegyetlenkedéseket jelentettek mindkét oldalon. A portugálok a sok évtizedes spanyol uralom és elnyomás miatti gyűlöletüket élték ki; a spanyolok pedig rebelliseknek tekintették ellenfeleiket, nem pedig valódi hadseregnek, melynek tagjaira vonatkoztak volna a harctéri lovagiasság szabályai.
Három fronton folytak harcok, de messze a legaktívabb az északi, galíciai rész volt. A középső részen Alentejo és a spanyol Extremadura között néztek farkasszemet egymással, míg délen Algarve és Andalúzia között voltak a harcok a leglanyhábbak, feltehetően azért, mert a portugál királyné, Luisa de Guzmán a legnagyobb andalúziai birtokos Medina Sidonia herceg nővére volt.

### A második szakasz

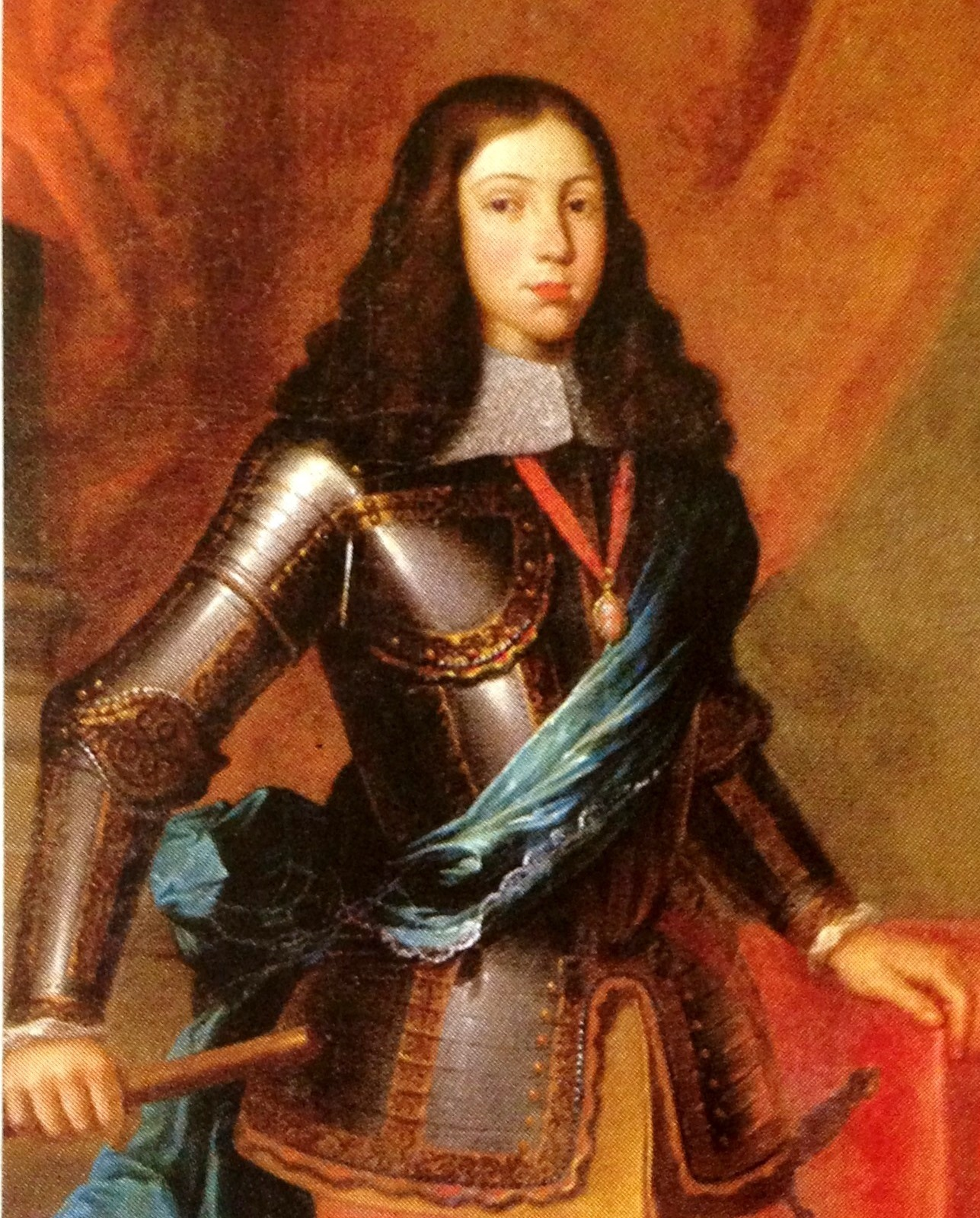
VI. Alfonz, Portugália királya

Miután mindkét fél defenzívába vonult, a hadmozdulatok lovascsapatok határközeli portyáira korlátozódtak, melyek során felégették a gabonaföldeket, kifosztották a falvakat és elhajtották a jószágot. Extremadurában a földműveseknek a saját hadseregük rekvirálásai és a sokszor idegenben sorozott katonák vagy zsoldosok zsákmányolásai legalább akkora károkat okoztak, mint a portugál portyák. A madridi kormány nem tudta fizetni a katonáit, ezért elnézte, hogy úgy szereznek ellátmányt ahogyan tudnak. Csak Extremadurában 20 ezer spanyol katona állomásozott (Flandriában 27 ezer) és a portugál háború még a nyugodt időkben is évente hatmillió dukátjába (a katonai kiadások 29%-ába) került a kincstárnak; az 1660-as évek hadjáratai idején ez jelentősen megnőtt. A jóval kisebb költségvetésű portugál kormány a keleti fűszer-kereskedelem és a brazil cukortermelés jövedelméből és a francia és angol segélyekből finanszírozta a háborút.
Az 1656-ban meghalt IV. János és tizenhárom éves fia, VI. Alfonz örökölte a trónt. Alfonz azonban alkalmatlan volt az uralkodásra, betegsége megbénította bal oldalát és elmeállapota is ingatag volt. Helyette anyja kormányozta az országot régensként, egészen 1662-ig, amikor Castelo Melhor grófja rávette Alfonzt, hogy küldje kolostorba az anyját. A belpolitikai problémákat ellensúlyozta, hogy sikerült kiszorítani a hollandokat a gyarmatokról és formális szövetséget kötni Angliával (1654).

### Harmadik szakasz
1662-ben Fülöp elhatározta, hogy erői koncentrálásával lezárja a háborút. A spanyol király természetes fia, a fiatalabb Don Juan de Austria 14 ezer katonával benyomult Alentejóba és elfoglalta annak legnagyobb városát, Évorát. A portugálok ellentámadásba lendültek és a 2000 fős angol expedíciós sereg segítségével az António Luís de Meneses vezette hadseregük 1663. június 8-án az ameixiali csatában legyőzte a spanyolokat és Évora feladására kényszerítette őket.
A következő spanyol támadás 1665-ben érkezett, amikor Caracena márkija júniusban 23 ezer emberével megszállta Vila Viçosa városát. A portugál felmentő sereg de Meneses és a német Friedrich von Schomberg vezetésével június 17-én a Montes Claros-i csatában döntő győzelmet aratott, melyben a spanyolok tízezer halottat és sebesültet veszítettek.
Ezután mindkét fél visszatért a védekezéshez és fosztogató portyákhoz. 1667-ben azonban kitört a devolúciós háború Spanyolország és Franciaország között, és a franciák formális szövetséget kötöttek Portugáliával. Madrid kénytelen volt belátni, hogy a portugál háború megnyerésére a belátható jövőben nincs lehetősége és 1668. február 13-án megkötötték a lisszaboni békét, melyben elismerték a Bragança-házat Portugália jogos uralkodó-dinasztiájának.

## Időrend

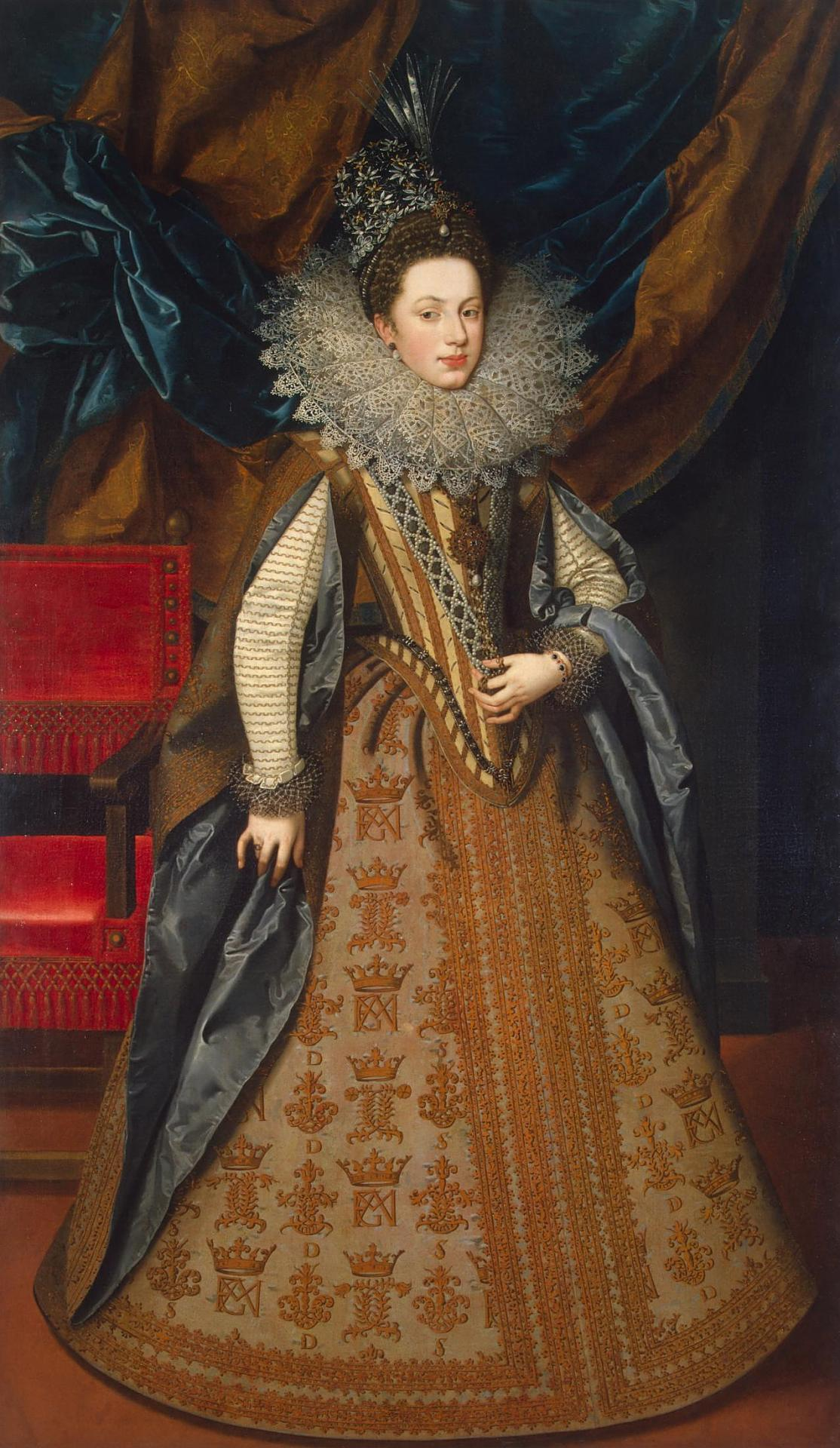
Savoyai Margit

- 1640. december 1. – Összeesküvők kis csoportja megrohamozza a lisszaboni királyi palotát és letartóztatja Savoyai Margit alkirálynőt. Ugyanazon a napon János, Bragança hercege elfogadja a felkínált koronát.
- 1641 – az inkvizíció által szervezett ellenforradalom lelepleződik, vezetőit kivégzik. Szintén kivégzik Miguel Luís de Menezest, Caminha hercegét, aki továbbra is a Habsburg-házat tartja a portugál trón jogos birtokosának. Portugália szövetséget köt Franciaországgal (június 1.) és Svédországgal (augusztus). Portugália és Hollandia július 12-én aláírja a hágai békét, amit azonban egyik fél sem tart be és a hollandok nem vonulnak ki a megszállt gyarmatokról. A hollandok a megkötött béke felrúgásával október 16-án megszállják São Tomét és Ano Bomot, valamint elfoglalják a malakkai portugál birtokokat.
- 1642 – A hollandok teljesen megszállják az Aranypartot (ma Ghána)
- 1643 – a rocroi-i csatában a spanyol terciók döntő vereséget szenvednek a franciáktól
- 1644 – május 26-án a portugálok győznek a montijói csatában. Elvast kilenc napig ostromolják a spanyolok
- 1648 – a hollandokkal szövetkező ománi szultán kiűzi a portugálokat Maszkatból. A Brazíliából átszállított portugál csapatok visszafoglalják Luandát, angolai gyarmatuk székhelyét a hollandoktól
- 1649 – a hollandokat kiűzik São Tomé szigetéről
- 1654 – portugál-angol szerződés IV. János és Oliver Cromwell között. Portugália engedélyezi az angoloknak, hogy területén a saját protestáns bibliájukat használják és protestáns rítus szerint temessék el halottaikat. A portugálok teljes egészében visszafoglalják Brazíliai birtokaikat a hollandoktól.
- 1656 – a hollandok elfoglalják az addig portugál uralom alatt lévő Sri Lanka-i Colombót. November 6-án meghal IV. János. Az országot özvegye, Luisa de Guzmán kormányozza a kiskorú VI. Alfonz nevében
- 1658 – a hollandok elfoglalják az utolsó Sri Lanka-i portugál birtokot, Jaffnapatamot
- 1659 – január 14-én portugál győzelem a spanyolok ellen az elvasi csatában. A spanyolok megostromolják a galíciai határon fekvő Monçãót, de elűzik őket. November 7-én Spanyolország és Franciaország megköti a pireneusi békét, melyben a franciák elismerik a Habsburgokat Portugália jogos uralkodóinak. A spanyolok újból ostrom alá veszik Elvast, de António Luís de Meneses felmenti a várost
- 1660 – II. Károly angol király visszatérésével lehetővé válik, hogy Portugália négyezer angol és ír katonát toborozzon a spanyolok elleni harcra
- 1661 – Portugália átadja Angliának Bombayt és Tangert, mint a II. Károllyal házasságot kötő Bragança Katalin hozományát. Angol közvetítéssel Hágában megkötik a portugál-holland békét, melyben Hollandia elismeri a brazíliai portugál uralmat cserébe Sri Lankáért és 8 millió guldenért.
- 1662 – VI. Alfonz nagykorúvá válik és Castelo Melhor grófjának tanácsára letartóztatja és kolostorba küldi anyját. A gróf a gyengeelméjű király legfőbb tanácsadójává és az ország urává válik
- 1663 – A spanyolok elfoglalják Évorát, majd június 8-án vereséget szenvednek az ameixiali csatában. A hollandok a békeszerződés megsértésével kiűzik a portugálokat Malabár-partról.
- 1664 – Portugál győzelem a spanyolok ellen július 7-én a Castelo Rodrigo-i csatában. Ugyanebben a hónapban a portugálok elfoglalják Valencia de Alcántara-t
- 1665 - Portugál győzelem a Montes Claros-i csatában (június 17-én). A spanyolok ezután nem próbálkoznak több offenzívával
- 1666 – Castelo Melhor gróf szervezésében VI. Alfonz feleségül veszi Marie Françoise de Nemours-t
- 1667 – Marie Françoise a király impotenciája miatt felbontatja a házasságot. Castelo Melhor gróf hatalmát megdönti Péter, a király öccse. Péter maga veszi át a kormányzást bátyja régenseként és a francia szövetség kedvéért feleségül veszi Marie Françoise-t
- 1668. február 13. – a lisszaboni szerződéssel véget ér a 28 évig tartó háború. Spanyolország elismeri a Bragança-ház legitimációját és Portugália megtartja valamennyi korábbi tengerentúli gyarmatát, Ceuta kivételével, melynek kormányzója a háború kitörésekor hű maradt a Habsburg-házhoz.

## Fordítás
- Ez a szócikk részben vagy egészben  a   Portuguese Restoration War című angol Wikipédia-szócikk ezen változatának fordításán alapul.  Az eredeti cikk szerkesztőit annak laptörténete sorolja fel. Ez a jelzés csupán a megfogalmazás eredetét és a szerzői jogokat jelzi, nem szolgál a cikkben szereplő információk forrásmegjelöléseként.